# Pietro Isvalies
Pietro Isvalies (Mesina, c. 1450-Cesena, 22 de septiembre de 1511), castellanizado como Pedro de Isualles, fue un eclesiástico italiano, arzobispo de Reggio, administrador de Veszprém, de Orense y de Mesina, cardenal y legado papal.

## Biografía
Nacido en el seno de una familia modesta de origen español, fue canónigo del capítulo catedralicio de Mesina y vicario general del arzobispo Pedro de Luna. 
Protonotario apostólico y vicecanciller del papa Alejandro VI y gobernador de Roma entre 1496 y 1500, recibió la consagración episcopal en 1497 en la Capilla Sixtina de manos del arzobispo de Cosenza Bartolomeo Florido y fue destinado a la archidiócesis de Reggio en Calabria.  
Tuvo un papel destacado en el proceso judicial dirigido contra Florido, acusado de haber falsificado numerosos breves papales, y en el del obispo de Calahorra Pedro Aranda, sospechoso de herejía. También participó al frente de las tropas italianas en apoyo de Gonzalo Fernández de Córdoba y del duque de Gandía Juan Borgia en el asedio de Ostia durante la guerra italiana de 1494-1498.
A instancias del rey Fernando II de Aragón, de quien como siciliano era súbdito y uno de sus más fieles servidores en Roma, fue creado cardenal en el consistorio del 28 de septiembre de 1500, recibiendo el título de S. Ciriaco alle Terme di Diocleziano; por su elevación al cardenalato debió pagar una suma de 7000 ducados, destinados a financiar la campaña militar de César Borgia contra los señoríos de la Romaña en la guerra italiana de 1499-1501. 
Este mismo año partió como legado papal a la República de Venecia, gobernada por el dogo Agostino Barbarigo, y en 1501 llegó a Budapest ante la corte de Vladislao II de Bohemia y Hungría; en ambos casos su legación tenía por objetivo conseguir la alianza de los reinos cristianos en la guerra contra el Imperio Otomano.
En 1503 fue nombrado administrador de la diócesis de Veszprém. No se halló presente en el cónclave de septiembre de 1503 en que fue elegido papa Pío III, pero sí intervino en el de octubre del mismo año, en que salió electo Julio II. 
En 1506 participó junto a la corte papal en la expedición militar contra Perugia y Bolonia, que gobernadas respectivamente por los Baglioni y los Bentivoglio fueron sometidas al dominio de los Estados Pontificios.
Tras renunciar al arzobispado de Reggio en favor de su hermano Francesco, en 1507 optó por el título de Santa Pudenziana, reteniendo in commendam el de San Ciriaco; al año siguiente se le encomendó también la administración de la sede de Orense, que gobernó mediante provisores. En 1510 fue nombrado cardenal protector de Polonia, Hungría y Bohemia y administrador de Mesina. 
En mayo de 1511 fue nombrado legado papal en Bolonia y Romaña en sustitución de Francesco Alidosi, que había sido asesinado por el duque de Urbino Francesco Maria della Rovere. Fallecido en septiembre de ese mismo año en Cesena (otros autores dicen que fue en Rávena, Roma o Urbino), fue trasladado a Roma y sepultado en la Basílica de Santa María la Mayor.